# Mesquita dels Omeies

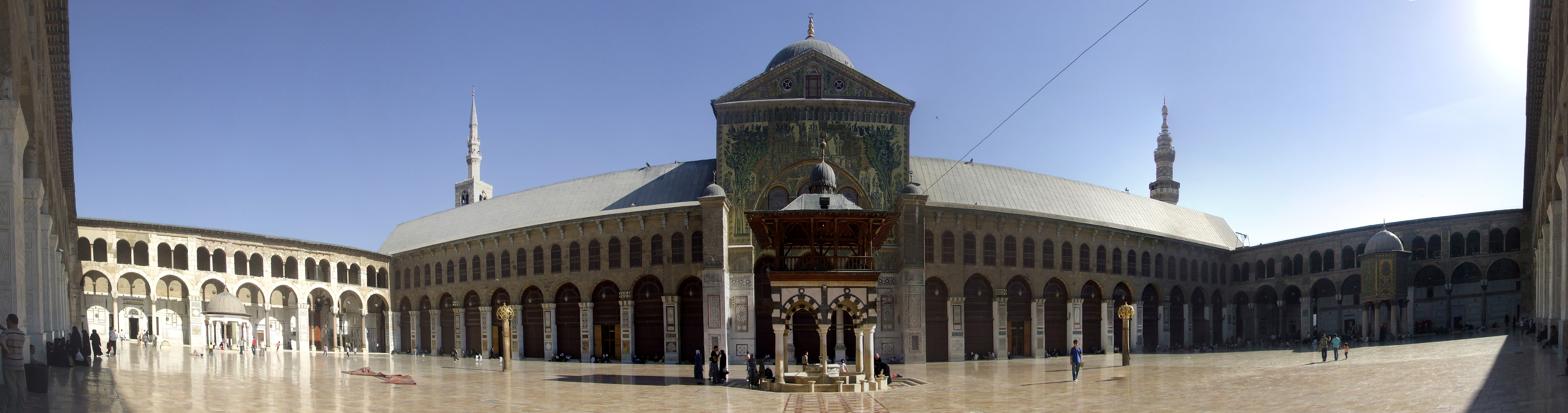
Pati de la mesquita dels Omeies

La gran mesquita dels Omeies de Damasc (àrab: جامع بني أمية الكبير, jāmiʿ Banī Umayya al-kabīr), més coneguda com a mesquita dels Omeies (àrab: الجامع الأموي, al-jāmiʿ al-umawī), és la mesquita més important de Damasc, la capital de Síria, i una de les més antigues i grans del món. Es considera el quart lloc més sagrat de l'islam.

## Història
Situada a la ciutat vella de Damasc, després de la conquesta àrab, la mesquita va ser construïda pel califa omeia Walid I l'any 705, sobre la catedral romana d'Orient dedicada a Joan Baptista des de l'època de l'emperador romà Constantí I el Gran (emprant deu anys per a la seva remodelació). Té una capella que es diu que conté el cap de sant Joan Baptista (Yahya), considerat com a profeta tant pel cristianisme com per l'islam. Aquest edifici hauria ocupat un anterior temple romà dedicat a Iupiter Damascenus, originàriament el déu sirià Hadad, deu de les tempestes i la pluja, i model del temple del Sol (Palmira).
També hi ha importants referències dins de la mesquita per als xiïtes, com el lloc on es conserva el cap d'al-Hussayn ibn Alí ibn Abi-Tàlib, net del profeta Mahoma, dipositat allà pel califa Yazid I. També és famosa per albergar el mausoleu del soldà Saladí, que es troba en un petit jardí contigu a la paret nord de la mesquita.
També va ser edificada pel califa Walid I, deu anys després, la Gran Mesquita d'Alep, que va ser restaurada el 2005 i llueix novament amb tota la seva esplendor.

## Configuració
Els murs externs provenen de l'antic temple de les èpoques aramea i romana. Notablement, es poden observar en els murs externs ornaments i insígnies gregues. Així mateix, es conserven encara en bon estat algunes columnes del temple, principalment de la part oest, a la plaça davant de la mesquita.
La mesquita té unes dimensions de 157 × 97 m. Per la seva forma de construcció recorda a una basílica catòlica. És un dels exemples més destacats de l'arquitectura islàmica antiga, utilitzant la pedra com a material de construcció. Té quatre portes, una cúpula i tres minarets, aquests últims construïts posteriorment en un estil diferent.

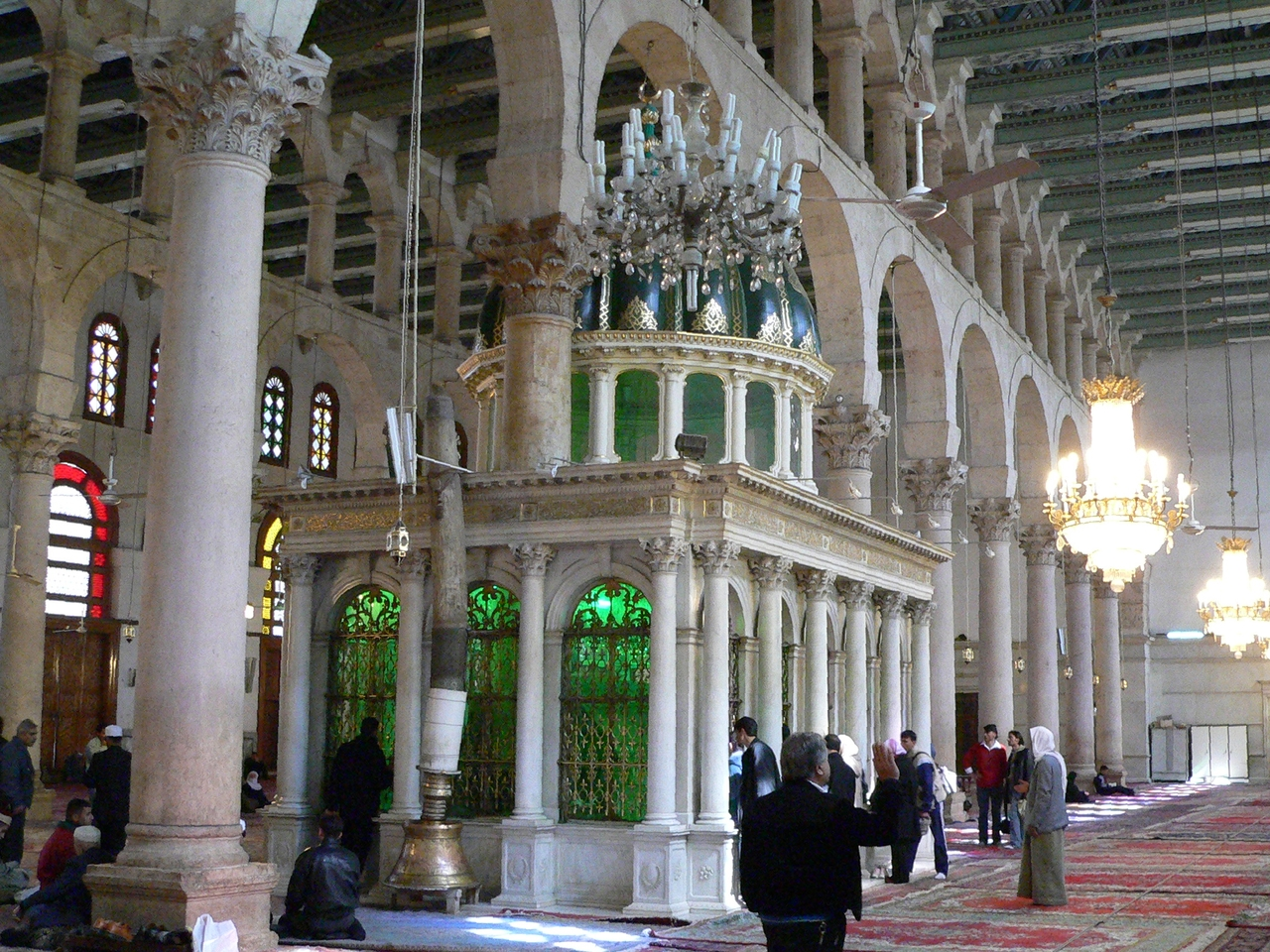
Sepulcre de sant Joan el Baptista

La seva planta combina la disposició hipòstila, aprofitant moltes columnes romanes, amb una nau central que porta cap al mihrab. Disposa d'una espaiosa sala d'oracions amb imponents arcades, dues ales laterals i un gran pati interior de marbre amb tres petits pavellons: el pavelló del Tresor, el pavelló dels Rellotges i el pavelló de les Fonts. A l'àmplia sala d'oració (de 145 m de llargària), que té la cúpula de l'Àliga (de 45 m d'alçada), s'hi troba el santuari de Joan Baptista, venerat com s'ha dit tant pels cristians com pels musulmans i, segons la tradició, dins del sepulcre de marbre hi reposa el cap d'aquest profeta.
La mesquita està decorada amb mosaics colorits, que van ser acabats per mestres romans d'Orient. Especialment esplèndids són els mosaics de les parets que representen l'edèn.
En una de les sales adjacents, hi ha el sepulcre amb el cap d'al-Hussayn, el net de Mahoma. Aquest mausoleu és un important lloc de pelegrinatge dels xiïtes.
Al costat de la mesquita, en els murs del nord, rodejat per un bonic jardí, hi ha la Tomba de Saladí, fundador de la dinastia aiúbida, soldà d'Egipte i de Síria. Sobre el sepulcre de marbre hi ha una inscripció en àrab que diu: «Aquí descansen les restes de Saladí, que va alliberar Jerusalem dels infidels». Fou construïda en 1196, tres anys després de la seva mort, i originalment el complex es componia de la tomba i de la madrassa al-Aziziyya, de la qual no en queden més que unes poques columnes i un arc interior al costat de la tomba renovada.

### Cúpules
Hi ha tres cúpules conegudes dins del complex de la mesquita omeia. La més gran és la cúpula de l'Àguila (qúbbat an-Nisr), que es troba al centre de la sala d'oració. La cúpula de fusta original va ser substituïda per una de pedra després de l'incendi de 1893. Rep el seu nom perquè es creu que s'assembla a una àguila, amb la cúpula en si mateix el cap de l'àguila, mentre que els flancs oriental i occidental de la sala de pregària representen les ales. Amb una alçada de 36 metres, descansa sobre una subestructura octogonal amb dues finestres d'arc a cadascun dels seus costats. Està sostingut per l'arcada interior central i té obertures al llarg del seu paràmetre.
La cúpula del Tresor (qúbbat al-Khazna) es va utilitzar per allotjar els fons de la mesquita, aixecada per ordre del governador de la ciutat cap a la segona meitat del segle viii, al-Fadl ibn Sàlih. També s'hi havien dipositat manuscrits antics grecs, llatins, siríacs, coptes, hebreus, arameus i georgians.
La cúpula del Rellotge (qúbbat al-Awqat) també va ser construïda a la part oriental de la mesquita per ordre d'Al-Fadl ibn Sàlih, cronometrador religiós i com a cap muezin a la mesquita dels Omeies des de 1332 fins que va morir el 1376 i va erigir un gran rellotge de sol al minaret nord de la mesquita el 1371, avui perdut i al seu lloc es va instal·lar una rèplica en el període modern.

### Minarets
Dins del complex de la mesquita omeia hi ha tres minarets. El minaret de Jesús (màdhanat Issa) a la cantonada sud-est, el segon a la cantonada sud-oest és el minaret de Qàït-bay o minaret Occidental (al-màdhana al-Gharbiyya) i el tercer, el minaret de la Núvia (màdhanat al-Arús), es troba a la paret nord. El minaret de Jesús va ser cremat en un incendi l'any 1392.

## Model
A la mesquita dels omeies es va utilitzar per primera vegada tant el minaret com el nínxol que assenyala l'alquibla. La seva disposició de tres naus cobertes i paral·leles al mur de l'alquibla i un gran pati porticat exterior, la van convertir en un model, que va ser copiat en moltes construccions posteriors.